# Gunsan
Gunsan (hangul:군산, hanja:群山) är en stad i den sydkoreanska provinsen Norra Jeolla. Den hade 278 345 invånare i slutet av 2018, varav 239 083 invånare bodde i själva centralorten. Stadens yta uppgår till 396 kvadratkilometer, varav centralorten står för 99 kvadratkilometer.
I Okseo-myeon ligger den civila flygplatsen Gunsan Airport och flygbasen Kunsan Air Base som tillhör USA:s flygvapen.
Centralorten består av 16 stadsdelar (dong):
Gaejeong-dong,
Guam-dong,
Gyeongam-dong,
Haesin-dong,
Heungnam-dong,
Jochon-dong,
Jungang-dong,
Miseong-dong,
Naun1(il)-dong,
Naun2(i)-dong,
Naun3(sam)-dong,
Samhak-dong,
Sinpung-dong,
Soryong-dong,
Susong-dong och
Wolmyeong-dong.
Ytterområdena består av en köping (eup) och tio socknar (myeon):
Daeya-myeon,
Gaejeong-myeon,
Hoehyeon-myeon,
Impi-myeon,
Napo-myeon,
Okdo-myeon,
Okgu-eup,
Oksan-myeon,
Okseo-myeon,
Seongsan-myeon och
Seosu-myeon.